# Lista światowego dziedzictwa UNESCO na Malcie
Lista światowego dziedzictwa UNESCO na Malcie – lista miejsc na Malcie wpisanych na listę światowego dziedzictwa UNESCO, ustanowionej na mocy Konwencji w sprawie ochrony światowego dziedzictwa kulturowego i naturalnego, przyjętej przez UNESCO na 17. sesji w Paryżu 16 listopada 1972 i ratyfikowanej przez Maltę 14 listopada 1978 roku.
Obecnie (stan na 2022 rok) na liście znajdują się 3 obiekty o charakterze dziedzictwa kulturowego.
Na maltańskiej liście informacyjnej UNESCO – liście obiektów, które Malta zamierza rozpatrzyć do zgłoszenia do wpisu na listę światowego dziedzictwa – znajduje się 7 obiektów (stan na 2022 rok).

## Obiekty na liście światowego dziedzictwa UNESCO
Poniższa tabela przedstawia maltańskie obiekty na liście światowego dziedzictwa UNESCO:
Nr ref. – numer referencyjny UNESCO;
Obiekt – polskie tłumaczenie nazwy wpisu na liście wraz z jej angielskim oryginałem;
Położenie – miasto, local council; współrzędne geograficzne
Typ – klasyfikacja według Komitetu Światowego Dziedzictwa:
- kulturowe (K)
- przyrodnicze (P)
- kulturowo–przyrodnicze (K,P)

Rok wpisu – roku wpisu na listę i rozszerzenia wpisu
Opis – krótki opis obiektu wraz z informacjami o jego zagrożeniu.
| Nr ref. | Obiekt                                             | Zdjęcie | Położenie                                                           | Typ       | Rok       | Opis |
| ------- | -------------------------------------------------- | ------- | ------------------------------------------------------------------- | --------- | --------- | --- |
| 131     | Miasto Valletta City of Valletta                   |         | Valletta (local council) 35°53′52″N 14°30′45″E/35,897778 14,512500  | K (i)(vi) | 1980      | Miasto Valletta zostało założone w 1566 roku przez Joannitów. Duża część miasta została zniszczona w wyniku niemieckich bombardowań w trakcie II wojny światowej. Stolica Malty jest bogata w wiele zabytków m.in.: Zajazd Bawarski, Kolegiata św. Pawła Rozbitka, Teatr Manoel, Kościół św. Katarzyny Aleksandryjskiej czy Kościół Najświętszej Marii Panny. |
| 130     | Hypogeum Ħal Saflieni Ħal Saflieni Hypogeum        |         | Paola (local council) 35°52′10,4″N 14°30′24,8″E/35,869556 14,506889 | K (iii)   | 1980      | Hypogeum to ogromna podziemna struktura wybudowana w ok. 2500 roku p.n.e. oraz odkryta w 1902 roku. Pierwotnie pełniła funkcję sanktuarium, natomiast później stała się nekropolią. |
| 132     | Świątynie megalityczne Megalithic Temples of Malta |         | Xagħra 36°02′50,1″N 14°16′08,7″E/36,047250 14,269083                | K (iv)    | 1980 1992 | Megalityczne świątynie położone na wyspach Malta oraz Gozo. Są to najstarsze kamienne budowle na świecie. Wpis na listę obejmuje świątynie: Ġgantija, Ħaġar Qim, Mnajdra, Ta’ Ħaġrat, Skorba oraz Tarxien. |

## Obiekty na maltańskiej liście informacyjnej UNESCO
Poniższa tabela przedstawia obiekty na maltańskie liście informacyjnej UNESCO:
Nr ref. – numer referencyjny UNESCO
Obiekt – polskie nazwa obiektu wraz z jej angielskim oryginałem na maltańskiej liście informacyjnej
Położenie – miasto, local council; współrzędne geograficzne
Typ – klasyfikacja według zgłoszenia:
- kulturowe (K)
- przyrodnicze (P)
- kulturowo–przyrodnicze (K,P)

Rok wpisu – roku wpisu na listę informacyjną
Opis – krótki opis obiektu wraz z informacjami o jego zagrożeniu.
| Nr ref. | Obiekt                                                                                               | Zdjęcie | Położenie                                                     | Typ                  | Rok  | Opis |
| ------- | --- | ------- | ------------------------------------------------------------- | -------------------- | ---- | --- |
| 979     | Klify nadbrzeżne Coastal Cliffs                                                                      |         | Wyspy: Malta, Gozo, Comino, Cominotto oraz Filfla             | P                    | 1998 | Wysokie wybrzeże położone na pięciu wyspach archipelagu Wysp Maltańskich posiada dużą bioróżnorodność gatunkową roślin i zwierząt. |
| 980     | Qawra/Dwejra                                                                                         |         | Wyspa Gozo                                                    | P (vii)(viii)(ix)(x) | 1998 | Na zachodnim wybrzeżu wyspy Gozo znajdują się obiekty historyczne pochodzące z XVII wieku. Należą do nich m.in.: Wieża Dwejra oraz Wieża Xlendi będące jednymi z tzw. wież Lascarisa.                                                                                    |
| 981     | Cittadella Cittadella (Victoria - Gozo)                                                              |         | Victoria 36°02′47″N 14°14′22″E/36,046389 14,239444            | K (ii)(iii)(iv)(v)   | 1998 | Ufortyfikowane miasto położone w środkowej części wyspy Gozo. Osada została założona w epoce brązu. W średniowieczu została rozbudowana i przekształcona w placówkę wojskową. Jednym z najbardziej znanych zabytków jest Katedra Wniebowzięcia Najświętszej Maryi Panny. |
| 982     | Fortyfikacje rycerskie wokół portów maltańskich Knights' Fortifications around the Harbours of Malta |         | Birgu, Bormla, Floriana, Gżira, Kalkara, Isla (Malta), Sliema | K (i)(ii)(iv)        | 1998 | System fortyfikacji wybudowanych w XVI wieku przez Zakon Maltański. Wpis na listę informacyjną obejmuje: Fortyfikacje Birgu, Floriana Lines, Fortyfikacje Senglei, Santa Margherita Lines, Cottonera Lines, Fort Ricasoli oraz Fort Tigné.                               |
| 983     | Mdina (Città Vecchia) Mdina (Citta' Vecchia)                                                         |         | 35°53′09″N 14°24′11″E/35,885833 14,403056                     | K (i)(ii)(iii)       | 1998 | Mdina to dawna stolica Malty. Posiada system fortyfikacji wybudowanych w XVI wieku przez Zakon Maltański. Jednym z najbardziej znanych zabytków jest Katedra Świętego Pawła.                                                                                             |
| 1113    | Maltańskie katakumby Maltese Catacomb Complexes                                                      |         | Wyspa Malta                                                   | K (i)(ii)(iii)       | 1998 | Seria katakumb zlokalizowanych na wyspie Malta. Najstarsze z nich pochodzą z VII wieku p.n.e. Największe skupiska katakumb znajdują się w Rabat oraz Mqabba. |
| 1114    | Fortyfikacje Victoria Lines Victoria Lines Fortifications                                            |         | Għargħur, Mġarr, Mosta, Naxxar, Rabat                         | K (i)(ii)(iii)       | 1998 | Linia fortyfikacji została wybudowana w XIX wieku przez Brytyjczyków. Początkowo fortyfikacje składały się tylko z trzech fortów: Fortu Binġemma, Fortu Madliena oraz Fortu Mosta. W latach dziewięćdziesiątych XIX w. forty zostały połączone ze sobą murem obronnym.   |